# Søren Vig-Nielsen
Søren Vig-Nielsen (8. april 1876 i Havnelev ved Rødvig – 14. april 1964 i Viborg) var en dansk arkitekt tilhørende nationalromantikken og nybarokken, som primært var aktiv i Viborg og omegn.
Hans forældre var skipper, tidligere husmand Jørgen Nielsen og Ane Andersen. Vig-Nielsen kom i tømrer- og snedkerlære 1890-1894, blev svend 1894 og tog afgang som arkitekt fra Teknisk Skole i 1900. Han modtog Indenrigsministeriets stipendium 1897 og var på rejser i Tyskland og Schweiz samme år.
Han var medarbejder hos Christen Larsen, Hack Kampmann og Valdemar Schmidt 1900-06 (bl.a. konduktør ved Teknisk Skole, Prinsesse Charlottes Gade, København i 1900, Badeanstalten København 1901-02, Sankt Johannes Kirke i Aarhus 1903-04 og Kreditforeningen i Viborg 1905-06). Han begyndte selvstændig virksomhed som arkitekt i Viborg fra 1905.
Som arkitekt var han meget eklektisk og stilmæssigt skiftende, og hans huse er opført med mange forskellige stilarter som forbillede. Til tider tog han gamle bygninger i Viborg til forbillede. Viborg Teater og Generalkommandoen (begge fredet) regnes for hans mest vellykkede bygninger. Sidstnævnte er et eksempel på Vig-Nielsens genbrug af stilelementer; i dette tilfælde gavlen fra den barokke Amtmandsgård. I sine senere værker tilegnede han sig tidens arkitekturstrømninger, men blev aldrig helhjertet modernist. Et af hans sidste værker, Hampen Kirke (1957), er fx en pastiche på en hvidkalket dansk middelalderkirke.
Også uden for Viborg havde Vig-Nielsen en omfattende praksis, både som arkitekt og restaureringsarkitekt. Han bør fremhæves for sine meget grundige forstudier, bl.a. på Frilandsmuseet, til genopførelsen af E Bindstouw. 
Han var medlem af bestyrelsen for Viborg Tekniske Skole 1912-50, formand 1929-50 og forstander ved samme 1915-23, medlem af Fredningskommissionen for Viborg og Omegn fra 1926 og af Kommissionen for Kirkers Overgang til Selveje fra 1930. 
Han blev gift 7. september 1901 i Havnelev med Ane Christine Christiansen (14. april 1876 i Alslev ved Fakse - 7. oktober 1964), datter af skræddermester Hans Christiansen og Ane Margrethe Andreasen. Søren Vig-Nielsen og hustru er sammen med datteren Ellen begravet på Viborg Kirkegård.

## Værker

### Nybyggeri

#### I Viborg
- Elektricitetsværk ved Trekronersvej (1906, 1913, 1928, nu anden anvendelse)
- Asmild præstegård,  Gl. Randersvej 2 (19229
- Viborg Teater, Gravene (1909-10, udsmykning af Karl Hansen Reistrup og Albert Kongsbak, fredet 1986)
- Villa Sønæs, Sønæsvej 1, (1912)
- Kommunalt slagtehus (1912-13)
- Den gamle Brandstation, Lille Sct. Hans Gade (1914, 1950, nu café og borgerhus)
- 2. Generalkommando, hjørnet af Sct. Mathias Gade og Leonisgade (1913-14, fredet 2006)
- KFUM, Jernbanegade (1916)
- Søndre Skole, Koldingvej (1916)
- Viborg Stifts Folkeblads bygning, Sct. Mikkels Gade (1917-18)
- A/S Kroghs Tobaksfabrik, Gothersgade (1918-19 og senere)
- Kommunalt alderdomshjem, Sct. Ibs Gade (1918-20)
- Missionshuset Hans Tausens Hus, Boyesgade (1919-20)
- Epidemibygning m.v. til Viborg Amtssygehus (1923)
- Vandtårnet i Hald Ege (1925, tilskrevet)
- Det gule vandtårn (1927, tilskrevet)
- Viborg Handelsbank (1927)
- Tilbygning til rådmand Naaman Harchs Gård (2 etager, 1928)
- KFUK, nu HK, Boyesgade (1931)
- Vestre Borgerskole, nu Vestre Skole (1935, 1949)
- Tilbygning til Viborg Tekniske Skole, nu Viborg Ungdomsskole, Reberbanen (1949-51)
- Andelsbanken
- Borgmesterboligen

#### Uden for Viborg
- Præstegårde i Ålestrup (1908), Kragelund (1916), Hemmet (ombygning 1916-17), Grove (1917), Sparkær (1918), Vilsted (1919), Glyngøre (1921), Bjerringbro (1923), Vorning (1939).
- Skoler bl.a. i Sjørup og Vroue (begge 1914); ombygning af skoler i Østerbølle (1918), Ingesvang Kirkeby (1921-22) og Alslev (1923); skoler i Farstrup og Kølby (begge 1923)
- Bruunshaab Gamle Papfabrik (1909) i Bruunshaab; ny hovedbygning opført efter brand
- Brugsforening (1916), apotek (1917) og alderdomshjem (1918) i Ålestrup
- Landstedet Rolighed, Skodsborg Strandvej 301, Skodsborg for fhv. stiftamtmand R. Howard Grøn (1927-30, senere ombygget i det indre 1959-61 ved Ole Hagen til kursusejendom for Det Konservative Folkeparti)
- Viborg Amtssygehus i Kellerup (1930-32)
- Viborg Amtssygehus i Herning
- Gudenåcentralen (1947)
- Holstebro Posthus, Kirkestræde 1 (1954, nedlagt 2010)
- Hampen Kirke (1957)
- Fabrikker i Gedsted
- Div. mejerier

### Restaureringer
- I årene 1906-51 hovedrestaureringer og udvidelser af bl.a.:
- Durup Kirke i Salling
- Karup Kirke i Viborg
- Lemming Kirke
- Løvel Kirke
- Romlund Kirke
- Roslev Kirke
- Rødding Kirke i Salling
- Resen Kirke i Salling
- Sejling Kirke
- Tårup Kirke
- Vammen Kirke
- Vellev Kirke
- Vinkel Kirke
- Viskum Kirke
- Grinderslev Klosterkirke
- Ørslev Kloster og Klosterkirke
- Vindum Overgård
- Tårupgård i Fjends Herred (ombygning til statsungdomslejr)
- Genopførelse af E Bindstouw (Kræ Koustrups Skole), Lysgård (1951)

### Konkurrencer
- Sygehus i Randers (1919, 1. præmie)